# ثيو إبستاين
ثيو إبستاين (بالإنجليزية: Theo Epstein) هو شخصية أعمال أمريكي، ولد في 29 ديسمبر 1973 في نيويورك في الولايات المتحدة.

## وصلات خارجية
- ثيو إبستاين على موقع IMDb (الإنجليزية)
- ثيو إبستاين على موقع إن إن دي بي (الإنجليزية)